# 早川阿栗
早川 阿栗（はやかわ あぐり、1974年 - ）は、日本の小説家。

## 経歴
- 1974年、新潟県に生まれる。
- 関西学院大学社会学部卒業。
- 2007年、「東京キノコ」で第105回文學界新人賞島田雅彦奨励賞。
- 2009年、「マリッジ・マリッジ・レインボウ」で文芸たかだ伊東汎特別賞。

## 作品リスト
- 東京キノコ（『文學界』2007年12月号）

| スタブアイコン | サブスタブ | この項目は、まだ閲覧者の調べものの参照としては役立たない、文人（小説家・詩人・歌人・俳人・作詞家・作家・放送作家・随筆家（コラムニスト）・文芸評論家）に関連した書きかけの項目です。この項目を加筆・訂正などしてくださる協力者を求めています（P:文学/PJ:作家）。 |